# すべて彼女のために
『すべて彼女のために』（すべてかのじょのために、Pour elle, 英: Anything for Her）は、2008年のフランスのサスペンス映画。フレッド・カヴァイエ監督の長編デビュー作で、出演はヴァンサン・ランドンとダイアン・クルーガーなど。平凡な国語教師が無実の罪で投獄された妻を取り戻すために乗り出した救出計画を描いた人間ドラマ。DVD化された際の日本語タイトルは『ラスト3デイズ 〜すべて彼女のために〜』。

## ストーリー
パリで平凡な国語教師のジュリアンは出版社に勤める妻のリザ、一人息子・オスカルとともに幸せな生活を送っていた。ある朝、突然警察が家に押し入り、リザを上司殺人容疑で逮捕、投獄してしまう。
3年の時が経ち、リザに禁固20年の刑が宣告される。リザは無実の罪を必死に主張するが、状況証拠などから、ジュリアン以外の誰もが彼女の罪を確信していた。絶望だけが残されたリザは次第に衰弱し、精神も不安定になっていく。ジュリアンは妻を支え、絶対にあきらめない。
3人の生活を取り戻すため、リザに生きる希望を与えるため、ジュリアンは大きな決断をする。それは、正義、道徳、地位、信頼、そして未来、人生のすべてを投げ打ち、リザを脱走させるという計画だった。

## キャスト
- ジュリアン・オークレール: ヴァンサン・ランドン - 国語教師。
- リザ・オークレール: ダイアン・クルーガー - ジュリアンの妻。
- オスカル・オークレール: ランスロ・ロッシュ - ジュリアンとリザの息子。
- アンリ・パスケ: オリヴィエ・マルシャル - 作家。ジュリアンに自らの脱獄体験を語る。
- スシーニ警視: アンムー・ガライア（フランス語版）
- ジュリアンの母: リリアーヌ・ロヴェール（フランス語版）
- ジュリアンの父: オリヴィエ・ペリエ（フランス語版）
- パスカル・オークレール: ティエリー・ゴダール（フランス語版） - ジュリアンの弟。
- マーシャル: ムーサ・マースクリ（フランス語版） - 人身売買業者。
- ジュソーム警部: レミ・マルタン（フランス語版）

## 受賞・ノミネート
第34回セザール賞
ノミネート：新人監督作品賞 - フレッド・カヴァイエ

## リメイク
2010年にポール・ハギス監督、ラッセル・クロウ、エリザベス・バンクス主演のリメイク『スリーデイズ』が公開された。